# Dandin
Cet article concerne l'auteur sanskrit. Pour le film français, voir Dandin (film).
Daṇḍin (fl. VIIe – VIIIe siècles) est un grammairien et poète sanskrit, décrit comme « l'un des écrivains les plus connus de toute l'histoire asiatique ».

## Œuvres
- (en) Dandin, Dandin’s Kavyadarsa: Edited, with a Commentary, by Premchandra Tarkabagisa, Baptist Mission Press, 1863 (lire en ligne)